# Paul Bontemps
Pour les personnes ayant le même patronyme, voir Bontemps.
Paul Pierre Bontemps, né le 16 novembre 1902 à Paris 17e et mort le 25 avril 1981 à Sèvres, est un athlète français spécialiste du 3 000 steeple.

## Biographie
Paul Bontemps remporte la médaille d'or des Championnats de France d'athlétisme 1923 en 3 000 m steeple individuel.
Lors des Jeux olympiques d'été de 1924 à Paris, il remporte la médaille de bronze du 3 000 m steeple individuel. En équipe, Bontemps termine quatrième. 
En 1926, il gagne le Prix Roosevelt du Racing Club de France, sur 3 milles.